# 존 D. 록펠러
루이스 존 데이비슨 록펠러(영어: John Davison Rockefeller, 1839년 7월 8일 ~ 1937년 5월 23일)는 미국의 사업가이자 대부호이다.
1870년 스탠더드 오일을 창립, 석유 사업으로 많은 재산을 모아 역대 세계 최고의 부자로 손꼽히는 인물이다. 그의 재산은 약 4,090억 달러 한화 498조원 정도이다. 2010년 현재 세계 최대 석유 기업인 엑슨모빌도 그가 세운 스탠더드 오일에 그 기원을 두고 있다.
1839년 7월 8일 뉴욕주에서 순회 판매원의 아들로 태어나 1853년 가족을 따라 오하이오주로 이주했다. 넉넉하지 못한 집안 형편으로 고등교육을 받지 못했고, 16세 때 클리블랜드에서 농산물 중개 상점에 근무하다 곧 자신의 중개 사업을 시작했다. 1859년 펜실베니아에서 석유 광맥이 발견되자, 1862년에 석유 정제업에 손을 대었다. 1870년 스탠더드 오일 회사를 설립하고 이후 뛰어난 경영 수완으로 미국 최대의 정유 회사로 성장시켰다. 스탠더드 오일 트러스트를 조직하여 석유업의 독점적 지배를 확립하였으나, 반 트러스트 법 위반으로 인정되어 1899년 트러스트를 해산하였다. 이어서 뉴저지 스탠더드 석유 회사를 설립하였으나, 1911년 미국 대법원에 의해 해산을 명령받아 은퇴하였다. 은퇴를 했지만 회사의 지분은 대부분 그가 소유했다. 그 후 자선 사업에 몰두하여 시카고 대학교를 설립하고, 록펠러 재단을 세워 병원·의학 연구소·교회·학교 등의 문화 사업에 전념하다 1937년 97세로 별세했다. 1남 4녀를 두었는데, 아들 존 D. 록펠러 2세가 사업을 계승하였으며, 부통령을 역임한 넬슨 록펠러 등 그의 많은 후손들이 정계·고위공무원·재계 출신으로 미국의 유명한 록펠러 가문을 형성했다.